# Сенегал на Светском првенству у атлетици на отвореном 2022.
Сенегал је учествовао на 18. Светском првенству у атлетици на отвореном 2022. одржаном у Јуџину  од 15. до 25. јула седамнаести пут. Репрезентацију Сенегала представљао је 1 атлетичар који се такмичио у трци на 110 м са препонама, 
На овом првенству такмичар Сенегал није освојио ниједну медаљу, нити је остварио неки резултат.

## Учесници
Мушкарци:
- Louis François Mendy — 110 м препоне

## Резултати

### Мушкарци
| Атлетичар            | Дисциплина    | Лични рекорд | Квалификације | Квалификације | Полуфинале           | Полуфинале           | Финале               | Финале       | Детаљи |
| Атлетичар            | Дисциплина    | Лични рекорд | Резултат      | Место         | Резултат             | Место                | Резултат             | Место        | Детаљи |
| -------------------- | ------------- | ------------ | ------------- | ------------- | -------------------- | -------------------- | -------------------- | ------------ | ------ |
| Louis François Mendy | 110 м препоне | 13,59 НР     | 13,70         | 7. у гр. 2    | Није се квалификовао | Није се квалификовао | Није се квалификовао | 29 / 38 (40) |        |